# Country Suite (Waignein)
Country Suite is een compositie voor harmonieorkest of fanfare van de Belgische componist André Waignein uit 1974.